# 鄂西薹草
鄂西薹草（学名：Carex mancaeformis）为莎草科薹草属的植物，为中国的特有植物。分布在中国大陆的贵州、四川、湖北等地，生长于海拔1,160米的地区，一般生长在疏林下，目前尚未由人工引种栽培。